# Municipio de Ridge (condado de Van Wert)
El municipio de Ridge (en inglés: Ridge Township) es un municipio ubicado en el condado de Van Wert en el estado estadounidense de Ohio. En el año 2010 tenía una población de 3192 habitantes y una densidad poblacional de 33,86 personas por km².

## Geografía
El municipio de Ridge se encuentra ubicado en las coordenadas 40°51′29″N 84°31′18″O / 40.85806, -84.52167. Según la Oficina del Censo de los Estados Unidos, el municipio tiene una superficie total de 94.27 km², de la cual 93.76 km² corresponden a tierra firme y (0.54%) 0.51 km² es agua.

## Demografía
Según el censo de 2010, había 3192 personas residiendo en el municipio de Ridge. La densidad de población era de 33,86 hab./km². De los 3192 habitantes, el municipio de Ridge estaba compuesto por el 95.61% blancos, el 1.03% eran afroamericanos, el 0.06% eran amerindios, el 0.38% eran asiáticos, el 0.03% eran isleños del Pacífico, el 0.97% eran de otras razas y el 1.91% pertenecían a dos o más razas. Del total de la población el 2.26% eran hispanos o latinos de cualquier raza.